# Strážci galaxie
Strážci galaxie (v anglickém originále Guardians of the Galaxy) je fiktivní tým superhrdinů, vystupující v komiksech amerického vydavatelství Marvel Comics, které se odehrávají především ve vesmíru.
Původní tým, jehož autory jsou scenárista Arnold Drake a kreslíř Gene Colan, se poprvé představil v čísle 16 série Marvel Super-Heroes v roce 1969. V průběhu 70. a 80. let se sporadicky objevoval v různých komiksech, ovšem v roce 1990 získal vlastní komiksovou sérii, která vycházela až do roku 1995 a čítala celkem 62 čísel. Ke členům této původní skupiny patří major Vance Astro, Charlie-27, Martinex, Yondu, Starhawk, Nikki, Aleta Ogord, Replica, Talon a Yellowjacket.
V roce 2008 se v příběhu série Annihilation: Conquest č. 6 objevil nový tým Strážců galaxie, jehož autory jsou scenáristé Dan Abnett a Andy Lanning. V letech 2008–2010 vycházela samostatná komiksová řada, která čítala 25 čísel. Mezi členy tohoto týmu patří Warlock, Drax the Destroyer, Gamora, Quasar, Rocket Raccoon, Star-Lord, Groot, Mantis, major Victory (aka Vance Astro), Bug, Jack Flag, Cosmo the Spacedog a Moondragon.
Na motivy komiksu byl v roce 2014 natočen celovečerní film Strážci Galaxie, který je součástí série a širšího fikčního světa Marvel Cinematic Universe. Hlavní roli ve filmu hrají postavy z nového týmu v čele se Star-Lordem, významnou postavou je ale i Yondu. Díky komerčnímu úspěchu vznikl navazující snímek Strážci Galaxie Vol. 2 (kde se v menších rolích objevily i další postavy původního týmu) a je připravován i třetí díl.

## Publikační historie

### Původní tým (1969)
Tým byl poprvé představen v komiksovém sešitu Marvel Super-Heroes #18 (leden 1969), scenáristy Arnolda Drakea a kreslíře Genea Colana, i přes dobrý prodej sešitu se tým znovu objevil až o pět let později v sešitu Marvel Two-In-One #4–5 (červenec – září 1974). Scenárista Steve Gerber si tým oblíbil a znovu ho použil v sešitech Giant Size Defenders #5 a Defenders #26–29 (červenec – listopad 1975).
Vlastní kontinuální sérii získal tým v komiksovém titulu Marvel Presents #3 (od února 1976), sérii psal Steve Gerber, redesign kostýmů provedl kreslíř Dave Cockrum. Gerber opustil sérii již po sedmi číslech, kdy se novým scenáristou stal Roger Stern. Po pouhých dvou dalších číslech byla série kvůli špatnému prodeji ukončena číslem 12 (srpen 1977). Tým se následně sporadicky objevoval v příbězích jiných hrdinů (Avengers, Ms. Marvel, Thor…). V komiksovém sešitu Marvel Two-in-One #69 z roku 1980 došlo k přepsání minulosti jedné z hlavních postav týmu, čímž došlo k oddělení mezi linearitou budoucnosti, ze které Strážci přišli a budoucností, ke které směřovalo hlavní univerzum tehdejšího Marvelu. To zapříčinilo, že se tým v následující dekádě neobjevil v žádném komiksu.
V roce 1989 se tehdejší šéfredaktor Marvelu Tom DeFalco rozhodl tým oživit. Důvodem byla snaha navázat na popularitu televizního seriálu Star Trek: Nová generace. DeFalco v té době dokonce uvažoval o kompletním přepsání postav a nových členech týmu, nicméně dal přednost vizi scenáristy a kreslíře Jima Valentina, který chtěl nadále pracovat se starým týmem ze sedmdesátých let. V červnu 1990 tak začala být vydávána první série Guardians of the Galaxy, která se dočkala 62 čísel. Sérii psal i kresil Jim Valentino, který do ní vnesl prvky komedie a zábavy, spíše než drsných a temnějších příběhů typických pro devadesátá léta. Po odchodu Valentina z Marvelu, aby založil Image Comics, sérii v roce 1992 v čísle 29 převzal Michael Gallagher. Ten ji psal až do roku 1995, kdy byla číslem 62 ukončena. V roce 1994 byla vydána také spin-off minisérie s názvem Galactic Guardians.
V roce 2008 byl tým Strážců Galaxie kompletně přepsán a přepracován. Scenáristé Dan Abnett a Andy Lanning vytvořili nové členy týmu, nové původy postav, nová prostředí i jiné časové linie. Původní tým v nové komiksové sérii hostoval v číslech 12–17 a 25. V roce 2014 se původní tým dočkal nové vlastní série s názvem Guardians 3000, kterou psal také Abnett.

### Nový tým (2008)

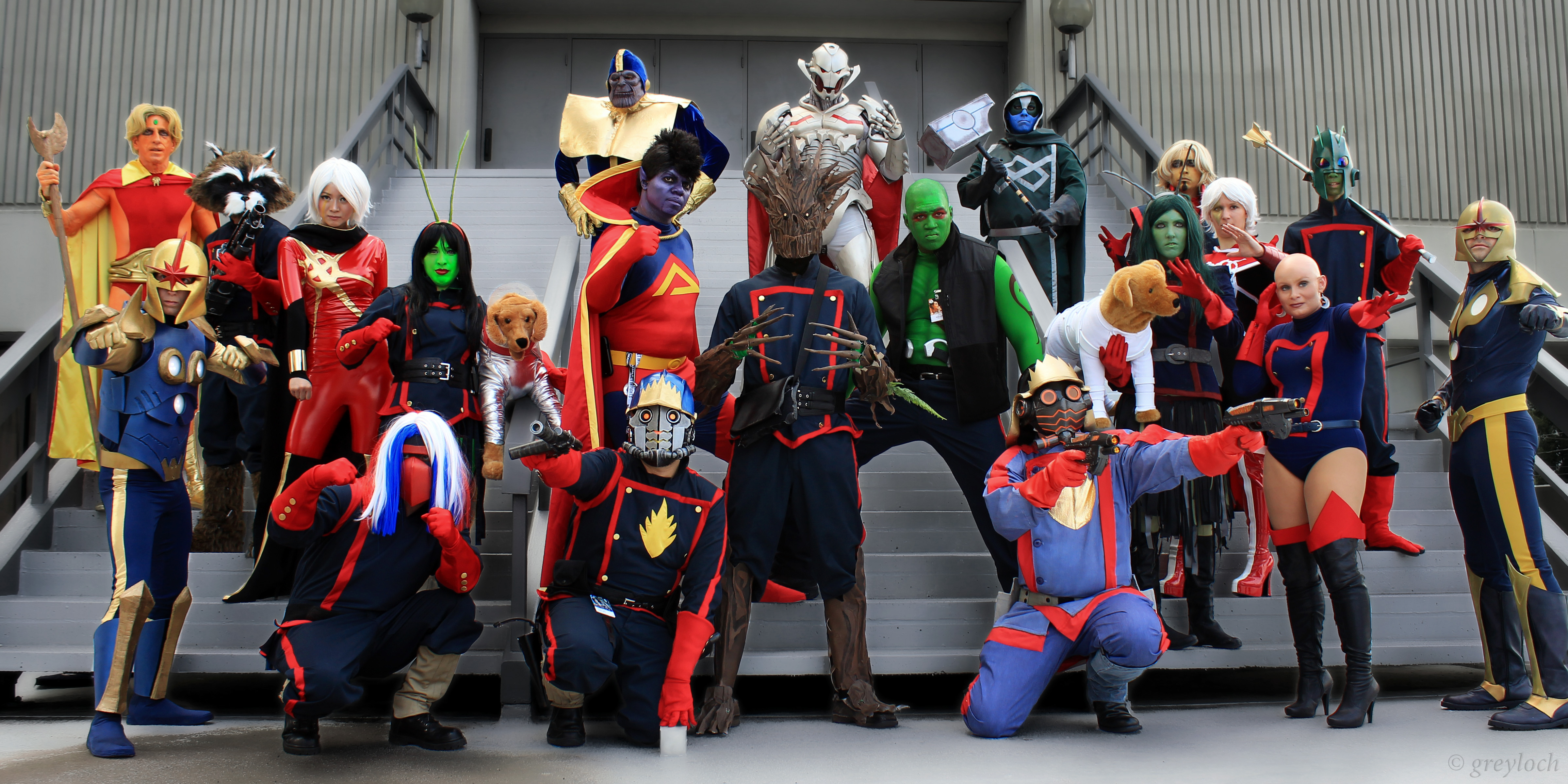
Lidé v kostýmech inspirovaných postavami ze světa Strážců Galaxie.

Výsledkem událostí v příběhové linii Annihilation: Conquest došla ke kompletnímu přepracování týmu. Druhá samostatná série komiksu Guardians of the Galaxy začala být vydávána v květnu 2008 z per Dana Abnetta a Andyho Lanninga. Série byla ukončena v roce 2010 v čísle 25. Příběh byl dopovězen v crossoveru The Thanos Imperative #1–6. Tým byl znovu použit v komiksu Avengers Assemble #4–8 (červen až říjen 2012).
Po relaunchi Marvel univerza známém jako Marvel NOW! dostal tým novou sérii, kterou psal Brian Michael Bendis a kreslil Steve McNiven, na podporu prodeje se k týmu přidal i Iron Man. Po velkém úspěchu filmu z roku 2014 dostali vlastní série i jednotlivé postavy týmu – Star-Lord, Rocket Racoon a Groot.
Během restartu All-New, All-Different Marvel se nové série chopili Brian Michael Bendis a Valerio Schiti. V tétodobě dostaly vlastní série také Drax a Gamora.

## Fiktivní biografie postav

### Původní tým (1969)
Tým působí v 31. století alternativní budoucnosti Marvel univerza s označením Země-691. Původními členy týmu byli Major Vance Astro (později známý jako Major Victory), pozemský astronaut z 20. století, který strávil tisíc let na cestě k Alfa Centauri. Dále Martinex T'Naga, a krystalické stvoření z Pluta; Captain Charlie-27, voják z Jupiteru a Yondu Udonta, modrý "vznešený divoch" z Centauri IV. Každý z jmenovaných je posledním zástupcem svého druhu a společně sestaví tým, aby zakročili proti Badoonům, mimozemské rase, která usiluje o dobytí Sluneční soustavy. Během boje proti Badoonům tým nabral ještě tři další člen – záhadný manželský pár, který tvoří Starhawk a Aleta, a dále Nikki, geneticky vylepšenou dívku z Merkuru. Tým poté cestuje zpět do 20. století, kde se střetává s klasickými hrdiny Marvelu.
V dalších příbězích se musí střetnout například proti božské entitě Korvacovi, proti kterému bojují po boku Avengers. Postupně také nabírali nové členy týmu.

### Nový tým (2008)
Po invazi armády Kree (v Annihilation: Conquest) utvoří Star-Lord nový tým ochránců galaxie. Tým zde mimo něj tvoří Adam Warlock, Drax the Destroyer, Gamora, Phyla-Vell (jako nový Quasar), Rocket Raccoon a Groot, s Mantis jako podpůrným charakterem. V začátcích týmu pomáhá superhrdina Nova z intergalaktické policejní jednotky Nova Corps.

## Česky vydané komiksy
V České republice vydává komiksové knihy Strážců Galaxie nakladatelství CREW a Hachette Fascicoli.

### Vlastní série
- Strážci galaxie Vol. 3 (Marvel NOW!):
  - 2017 – Strážci galaxie #01: Kosmičtí Avengers (autoři: Brian Michael Bendis a Steve McNiven: Guardians of the Galaxy (Vol. 3) #0.1, #1–3, 2013)
  - 2017 – Strážci galaxie #02: Angela (autoři: Brian Michael Bendis, Sara Pichelli a Francesco Francavilla: Guardians of the Galaxy (Vol. 3) #4–10, 2014)
  - 2018 – Strážci galaxie / All-New X-Men: Soud s Jean Greyovou (autoři: Brian Michael Bendis, Sara Pichelli a Stuart Immonen: Guardians of the Galaxy (Vol. 3) #11–13 a All-New X-Men #22–24, 2014)
  - 2018 – Strážci galaxie #03: Rozpad Strážců (autoři: Brian Michael Bendis a Nick Bradshaw: Guardians of the Galaxy (Vol. 3) #14–17 a Free Comic Book Day 2014: Guardians of the Galaxy #1, 2014)
  - 2019 – Strážci galaxie #04: Prvotní hřích (autoři: Brian Michael Bendis, Ed McGuiness a Valerio Schiti: Guardians of the Galaxy (Vol. 3) #18–23 a #26–27, 2014–15)

- Strážci galaxie Vol. 4 (All New, All Different Marvel):
  - 2019 – Strážci galaxie – Noví strážci #01: Císař Quill (autoři: Brian Michael Bendis a Valerio Schiti: Guardians of the Galaxy (Vol. 4) #1–5, 2015–16)
  - 2020 – Strážci galaxie – Noví strážci #02: Hledaní (autoři: Brian Michael Bendis a Valerio Schiti: Guardians of the Galaxy (Vol. 4) #6–10, 2016)
  - 2020 – Strážci galaxie - Noví strážci #03: Strážci ve válce (autoři: Brian Michael Bendis, Valerio Schiti a Kevin Maguire: Guardians of the Galaxy (Vol. 4) #11–14, 2016–17)
  - 2021 – Strážci galaxie - Noví strážci #04: Uzemněni (autoři: Brian Michael Bendis, Valerio Schiti a další kreslíři: Guardians of the Galaxy (Vol. 4) #15–19, 2017)

- Rocket Raccoon Vol. 2:
  - 2017 – Rocket #01: Chlupatý a nebezpečný (autoři: Skottie Young a Jake Parker: Rocket Raccoon (Vol. 2) #1–6, 2015)
  - 2018 – Rocket #02: Tahání za ocas (autoři: Skottie Young, Filipe Andrade a Jake Parker: Rocket Raccoon (Vol. 2) #7–11, 2015)

- Rocket Raccoon and Groot Vol. 1:
  - 2019 – Rocket a Groot #01: Profíci v akci (autoři: Skottie Young, Filipe Andrade, Aaron Conley, Jay Fosgitt a Brett Bean: Rocket Raccoon and Groot (Vol. 1) #1–6, 2016)

- Nejmocnější hrdinové Marvelu:
  - 2017 – Nejmocnější hrdinové Marvelu #014: Strážci galaxie (autoři: Dan Abnett, Andy Lanning, Paul Pelletier: Guardians of the Galaxy (Vol. 2) #1–6, 2008)
  - 2018 – Nejmocnější hrdinové Marvelu #044: Star-Lord (autoři: Steve Englehart a Steve Gan: Marvel Preview (Vol. 1) #4, 1976; Chris Claremont a Michael Golden: Star-Lord Special Edition (Vol. 1) #1, 1982; Keith Giffen a Timothy Green II: Annihilation: Conquest - Starlord (Vol. 1) #1–4, 2007)
  - 2018 – Nejmocnější hrdinové Marvelu #045: Mýval Rocket (autoři: Bill Mantlo a Keith Giffen: Marvel Preview (Vol. 1) #7, 1976; Bill Mantlo a Mike Mignola: Rocket Raccoon (Vol. 1) #1–4, 1985; Bill Mantlo a Sal Buscema: Incredible Hulk (Vol. 1) #271, 1982)

### Eventy a crossovery
- 2016 – Ultimátní komiksový komplet #90: Avengers: Korvacova sága (autoři: George Peréz, Sal Buscema, David Wenzel, Tom Morgan, Jim Shooter, David Michelinie, Bill Mantlo: The Avengers (Vol. 1) #167–168 a #170–177 a Thor Annual #6, 1978)
- 2016 – Ultimátní komiksový komplet #091: Thanos Nezbytný (autoři: Dan Abnett, Andy Lanning a Miguel Sepulveda: The Thanos Imperative #1–5, Guardians of the Galaxy Vol. 2 #25, The Thanos Imperative: Ignition, 2010–11)

## Film a televize

### Film
- 2014 – Strážci Galaxie – režie James Gunn
- 2017 – Strážci Galaxie Vol. 2 – režie James Gunn
- 2023 – Strážci Galaxie: Volume 3 – režie James Gunn

### Televize
- 2022 – Strážci Galaxie: Sváteční speciál – režie James Gunn

### Animované filmy a seriály
- 2015 – Guardians of the Galaxy – americký animovaný seriál, 22 epizod.